# قنیطره (مراکش)
قنیطره یکی از شهرهای کشور مراکش است. قنیطره در کرانهٔ اقیانوس اطلس و در ۴۰کیلومتری شمال رباط واقع شده‌است.

## جمعیت
| ۱۹۸۲    | ۱۹۹۴    | ۲۰۰۴    |
| ------- | ------- | ------- |
| ۱۹۴٬۱۸۸ | ۲۹۲٬۴۵۳ | ۳۵۹٬۲۴۲ |

## محلات شهر
- شهر قدیم
  - خبازات
- شهر نو
  - چاه رامی
  - میموزة
  - بالاشهر (المدینة العلیا)

## دانشگاه‌ها
- دانشگاه ابن طفیل (UIT)

## مشاهیر قنیطره
- سعید آویتا (سعید عویطه)
- امینه ایت حمو
- یوسف شیبو
- اسماعیل فروخی
- بدر هاری